# Картамин
Картамин или картаминовая кислота (от лат. carthamus — шафран) — растительный пигмент красного цвета.
Красящее вещество сафлора и шафрана.
Слово «картамин», также иногда используется для обозначения соответствующего цвета.
Картамин часто путают с другим родственным красителем — картаминидом или изокартамином.

## Внешний вид
Чистый картамин представляет собой кристаллический порошок насыщенного красного цвета. В продажу обычно поступает в виде пасты.

## Свойства
Картамин слаборастворим в воде, нерастворим в эфире, хорошо растворяется в этиловом спирте, нашатырном спирте, щелочах. Например легко растворяется в растворе натриевой соды, а при добавлении в раствор лимонной кислоты выпадает в осадок хлопьями, что используется в процессе получения картамина из лепестков сафлора красильного. Другой метод получения основан на том что картамин хорошо растворяется в олеуме и концентророванной серной кислоте, но при понижении концентрации, например, путём добавления в раствор воды, легко выделяется из раствора.

## Применение
Используется для окраски тканей, в производстве косметики и как пищевой краситель.
В производстве тканей картамин используется для окраски хлопка, шёлка и шерсти в красный цвет.
В пищевой промышленности используется как красный пигмент, занесённый в реестр пищевых добавок под названием Натуральный Красный № 26.
В парфюмерии, в смеси с тальком и водой, использовался для изготовления румян.

## История
Впервые картамин был выделен из сафлора в Египте, и активно использовался для окраски шерсти при изготовлении ковров. Из Египта картамин распространился в Европу, где так же использовался для окраски тканей и изготовления художественных красок; и в Японию где он именуется «бэни» и используется для изготовления косметики для актёров театра Кабуки и гейш.

## Современность
Использование картамина как красителя для тканей сошло на нет после открытия в 1859 году синтетического красителя фуксина и в настоящее время картамин используется для окраски тканей лишь в исключительных случаях, например для окраски шелка в нежно-розовый цвет.
В пищевой промышленности и парфюмерии использование картамина все ещё достаточно распространено.
- Цветы сафлора красильного
- Сырьё для получения картамина
- Майко, у которой брови, глаза и губы окрашены румянами-бэни